# Rallye de Grande-Bretagne 2011
Le Rallye de Grande-Bretagne 2011 est le 13e rallye du Championnat du monde des rallyes 2011. Il s'est conclu par la victoire du pilote finlandais Jari-Matti Latvala suivi des pilotes norvégiens Mads Østberg et Henning Solberg.

## Classement final
| Rang              | Pilote              | Copilote          | Ordre de départ (numéro) | Voiture                    | Écurie             | Temps             | Écart             | Points            |
| Toutes catégories | Toutes catégories   | Toutes catégories | Toutes catégories        | Toutes catégories          | Toutes catégories  | Toutes catégories | Toutes catégories | Toutes catégories |
| ----------------- | ------------------- | ----------------- | ------------------------ | -------------------------- | ------------------ | ----------------- | ----------------- | ----------------- |
| 1.                | Jari-Matti Latvala  | Miikka Anttila    |                          | Ford Fiesta RS WRC         | Ford Abu Dhabi WRT | 3 h 27 min 03 s 5 |                   | 26 = 25 + 1*      |
| 2.                | Mads Østberg        | Jonas Andersson   |                          | Ford Fiesta RS WRC         |                    | 3 h 30 min 46 s 4 | 3 min 42 s 9      | 18                |
| 3.                | Henning Solberg     | Ilka Minor        |                          | Ford Fiesta RS WRC         |                    | 3 h 34 min 08 s 6 | 7 min 05 s 1      | 15                |
| 4.                | Kris Meeke          | Paul Nagle        |                          | Mini John Cooper Works WRC |                    | 3 h 34 min 15 s 8 | 7 min 12 s 3      | 12                |
| 5.                | Matthew Wilson      | Scott Martin      |                          | Ford Fiesta RS WRC         |                    | 3 h 36 min 00 s 8 | 8 min 57 s 3      | 10                |
| 6.                | Ott Tänak           | Kuldar Sikk       |                          | Ford Fiesta RS WRC         |                    | 3 h 36 min 30 s 6 | 9 min 27 s 1      | 8                 |
| 7.                | Evgeny Novikov      | Denis Giraudet    |                          | Ford Fiesta RS WRC         |                    | 3 h 36 min 51 s 2 | 9 min 47 s 7      | 6                 |
| 8.                | Dennis Kuipers (en) | Frédéric Miclotte |                          | Ford Fiesta RS WRC         |                    | 3 h 37 min 16 s 2 | 10 min 12 s 7     | 4                 |
| 9.                | Ken Block           | Alex Gelsomino    |                          | Ford Fiesta RS WRC         |                    | 3 h 43 min 04 s 7 | 16 min 01 s 2     | 2                 |
| 10.               | Armindo Araújo      | Miguel Ramalho    |                          | Mini John Cooper Works WRC |                    | 3 h 44 min 00 s 5 | 17 min 01 s 6     | 1                 |
| PWRC              |                     |                   |                          |                            |                    |                   |                   |                   |
| 1.(14)            | Patrik Flodin       | Timo Alanne       |                          | Subaru Impreza WRX STI     |                    | 3 h 49 min 32 s 2 | -                 | 25                |

* : points attribués dans la spéciale télévisée